# Minas de San Finx (Vilacoba)
Minas de San Finx (En gallego y oficialmente, As Minas de San Fins, y ocasionalmente, San Fins) es una aldea del municipio de Lousame en la provincia de La Coruña, España. Está situada en la parroquia de Santa Eulalia de Vilacoba, al sureste del municipio. 
En 2022 tenía una población de 9 habitantes (5 hombres y 4 mujeres). Está situada a 220 metros sobre el nivel del mar a 8,2 km de la cabecera municipal. Las localidades más cercanas son Afeosa, Gandarela, Froxán y Silvarredonda.
En este lugar se encuentra la explotación minera de San Finx.